# Seven Centroamericano Femenino 2016
El Seven Centroamericano Femenino 2016 fue la cuarta edición del torneo para selecciones femeninas pertenecientes a América Central.

## Equipos participantes
- Selección femenina de rugby 7 de Costa Rica
- Selección femenina de rugby 7 de El Salvador
- Selección femenina de rugby 7 de Guatemala
- Selección femenina de rugby 7 de Panamá

## Posiciones[1]
| Pos. | Equipo      | Encuentros | Encuentros | Encuentros | Encuentros | Tantos  | Tantos    | Tantos     | Puntos |
| Pos. | Equipo      | jugados    | ganados    | empatados  | perdidos   | a favor | en contra | diferencia | Puntos |
| ---- | ----------- | ---------- | ---------- | ---------- | ---------- | ------- | --------- | ---------- | ------ |
| 1    | Costa Rica  | 3          | 3          | 0          | 0          | 89      | 15        | +74        | 9      |
| 2    | Guatemala   | 3          | 2          | 0          | 1          | 34      | 48        | -14        | 7      |
| 3    | Panamá      | 3          | 1          | 0          | 2          | 40      | 48        | -8         | 5      |
| 4    | El Salvador | 3          | 0          | 0          | 3          | 29      | 81        | -52        | 3      |

Nota: Se otorgan 3 puntos al equipo que gane un partido, 2 al que empate y 1 al que pierda
|  | Disputan Final de Oro |

|  | Disputan Final de Plata |

#### Resultados
| 9 de diciembre | Costa Rica | 24 - 5 | Panamá |  |  |

| 9 de diciembre | Guatemala | 17 - 12 | El Salvador |  |  |

| 9 de diciembre | Guatemala | 17 - 7 | Panamá |  |  |

| 9 de diciembre | Costa Rica | 36 - 10 | El Salvador |  |  |

| 9 de diciembre | Panamá | 28 - 7 | El Salvador |  |  |

| 9 de diciembre | Guatemala | 0 - 29 | Costa Rica |  |  |

### Finales

#### Final de Plata
| 10 de diciembre | El Salvador | 17 - 7 | Panamá |  |  |

#### Final de Oro
| 10 de diciembre | Costa Rica | 10 - 14 | Guatemala |  |  |

| Bandera de Guatemala |
| Campeón Guatemala    |
| Primer título        |

## Posiciones finales
| Posición | Selección   |
| -------- | ----------- |
| 1        | Guatemala   |
| 2        | Costa Rica  |
| 3        | El Salvador |
| 4        | Panamá      |